# Брюнчугін Євген Васильович
Євге́н Васи́льович Брюнчу́гін (нар. 14 березня 1899, Меленки, Владимирська губернія, Російська імперія (нині — Владимирська область РФ) — пом. 30 жовтня 1981, Київ, УРСР, СРСР) — радянський та український кінорежисер і сценарист. Член Спілки кінематографістів УРСР (1959). 

## Життєпис
Навчався в Ленінградському політехнічному інституті, а у 1924—1926 роках — на літературному факультеті Ленінградського інституту історії мистецтв. 
У 1930 році закінчив сценарні курси ленінградської студії «Союзкіно».
У 1930—1936 роках — режисер-монтажер «Союзкіно». 
З 1937 по 1950 роки був помічником режисера, асистентом режисера і режисером на різних кіностудіях СРСР. 
З 1950 року — другий режисер, з 1953 року — режисер-постановник Київської кіностудії ім. О. П. Довженка.

## Фільмографія
Другий режисер:
- «В далекому плаванні» (1945)
- «В мирні дні» (1950)
- «Максимко» (1952)

Режисер-постановник:
- 1940 — На далекій заставі
- 1941 — Відважні друзі (к/м)
- 1953 — Тарапунька і Штепсель під хмарами (к/м, у співавт.)
- 1954 — «Богатир» йде в Марто (у співавт. з С. Навроцьким)
- 1956 — Коли співають солов'ї
- 1958 — Сашко
- 1961 — Морська чайка
- 1962 — Серед добрих людей (у співавт. з А. Буковським)
- 1968 — Втікач з «Янтарного»

Режисер документальних фільмів:
- «Радянське Чорномор’я» (1949, співавт.)
- «Курорти Карпат» (1951)
- «Народні таланти» (1952, співавт.)

Сценарист:
- 1961 — Морська чайка (у співавт. з Ю. Збанацьким)
- 1979 — Чекайте зв'язкового